# Wybierz sprawiedliwość
Wybierz sprawiedliwość – wyrażenie używane w kulturze ruchu świętych w dniach ostatnich (mormonów).
Nie pojawia się bezpośrednio w kanonie pism świętych używanym przez świętych w dniach ostatnich. Niekiedy jednak wiąże się je z piętnastym wersetem dwudziestego czwartego rozdziału Księgi Jozuego. W swym oryginalnym, anglojęzycznym brzmieniu (choose the right) pochodzi od popularnego hymnu mormońskiego o tym samym tytule. Hymn ten został napisany przez Josepha L. Townsenda. Muzykę doń skomponował pochodzący z Salt Lake City producent cukierków Henry A. Tuckett. Utwór po raz pierwszy pojawił się w używanym przez Kościół Jezusa Chrystusa Świętych w Dniach Ostatnich śpiewniku w 1909. W swoim brzmieniu używanym przez polskich świętych w dniach ostatnich nie ma związku z tym hymnem, niemniej występuje chociażby w oficjalnych tłumaczeniach przemówień z Konferencji Generalnej.
Wyrażenie zyskało dodatkowe znaczenie symboliczne i szerszą rozpoznawalność w latach 70., wraz z wdrożeniem przez Kościół nowego programu skierowanego do skupiającej dzieci Organizacji Podstawowej. Każde dziecko miało otrzymywać pierścień z pierwszymi literami tej frazy po ukończeniu szóstego lub siódmego roku życia. Pierścień ten został wykonany według projektu opracowanego przez komisję pod przewodnictwem Normy W. Randall i szybko upowszechnił się wśród wiernych. Współcześnie produkowany jest w blisko 40 wersjach językowych i ma zastosowanie znacznie szersze niż tylko nagroda dla dzieci.
Na stałe fraza ta wpisała się do mormońskiej kultury. Niektórzy święci w dniach ostatnich używają jej z powodów kulturowych, już bez religijnych konotacji. Występuje również na przypinkach, koszulkach, krawatach, dziennikach, zakładkach do książek i innych przedmiotach, często o dość niskiej wartości artystycznej i materialnej.